# Spettro essenziale
In matematica, lo spettro essenziale di un operatore limitato è un sottoinsieme dello spettro.

## Operatori limitati
Sia {\displaystyle X} uno spazio di Banach e {\displaystyle T} un operatore limitato definito su {\displaystyle X}. In letteratura vi sono diverse definizioni di spettro essenziale, che non sono equivalenti tra loro (ma coincidono nel caso di un operatore autoaggiunto):
- Lo spettro essenziale {\displaystyle \sigma _{\mathrm {ess,1} }(T)} è l'insieme dei numeri {\displaystyle \lambda } tali che {\displaystyle \lambda I-T} non è un operatore semi-Fredholm, ovvero un operatore caratterizzato dal possedere nucleo o conucleo aventi dimensione finita e immagine chiusa.
- Lo spettro essenziale {\displaystyle \sigma _{\mathrm {ess,2} }(T)} è l'insieme dei numeri {\displaystyle \lambda } tali che {\displaystyle \lambda I-T} non ha immagine chiusa oppure il suo nucleo ha dimensione infinita.
- Lo spettro essenziale {\displaystyle \sigma _{\mathrm {ess,3} }(T)} è l'insieme dei numeri {\displaystyle \lambda } tali che {\displaystyle \lambda I-T} non è un operatore di Fredholm, ovvero un operatore caratterizzato dal possedere nucleo e conucleo aventi dimensione finita e immagine chiusa.
- Lo spettro essenziale {\displaystyle \sigma _{\mathrm {ess,4} }(T)} è l'insieme dei numeri {\displaystyle \lambda } tali che {\displaystyle \lambda I-T} non è un operatore di Fredholm tale che la dimensione del nucleo e del conucleo non siano coincidenti.
- Lo spettro essenziale {\displaystyle \sigma _{\mathrm {ess,5} }(T)} è l'unione di {\displaystyle \sigma _{\mathrm {ess,1} }(T)} e tutte le componenti di {\displaystyle \mathbb {C} \setminus \sigma _{\mathrm {ess,1} }(T)} che non intersecano l'insieme risolvente {\displaystyle \mathbb {C} \setminus \sigma (T)}.

Lo spettro essenziale è sempre chiuso, indipendentemente dalla definizione usata, e si ha:
{\displaystyle \sigma _{\mathrm {ess} ,1}(T)\subset \sigma _{\mathrm {ess} ,2}(T)\subset \sigma _{\mathrm {ess} ,3}(T)\subset \sigma _{\mathrm {ess} ,4}(T)\subset \sigma _{\mathrm {ess} ,5}(T)\subset \sigma (T)\subset \mathbf {C} }
Il raggio spettrale dello spettro essenziale è dato da:
{\displaystyle r_{\mathrm {ess} ,k}(T)=\max\{|\lambda |:\lambda \in \sigma _{\mathrm {ess} ,k}(T)\}}
Lo spettro essenziale di un operatore {\displaystyle T} è invariante se a {\displaystyle T} si somma un operatore compatto per k = 1,2,3,4, ma non per k = 5. Il caso k = 4, in particolare, fornisce la parte di spettro che è indipendente dalla perturbazione di un operatore compatto:
{\displaystyle \sigma _{\mathrm {ess} ,4}(T)=\bigcap _{K\in K(X)}\sigma (T+K)}
dove {\displaystyle K(X)} è l'insieme degli operatori compatti in {\displaystyle X}.

## Operatori limitati autoaggiunti
Sia {\displaystyle X} uno spazio di Hilbert e {\displaystyle T} un operatore limitato autoaggiunto definito su {\displaystyle X}. Lo spettro essenziale {\displaystyle \sigma _{\mathrm {ess} }(T)} di {\displaystyle T} è l'insieme dei numeri complessi {\displaystyle \lambda } tali che:
{\displaystyle \lambda \,I-T}
non è un operatore di Fredholm. Si tratta sempre di un insieme chiuso che è un sottoinsieme dello spettro, in tal caso contenente solo valori reali data la natura dell'operatore considerato (autoaggiunto).
Se {\displaystyle K} è un operatore compatto su {\displaystyle X}, allora lo spettro essenziale di {\displaystyle T} e {\displaystyle T+K} coincidono.
Il criterio di Weyl afferma che {\displaystyle \lambda } è nello spettro di {\displaystyle T} se esiste una successione {\displaystyle \{\psi _{k}\}} in {\displaystyle X} tale che {\displaystyle \|\psi _{k}\|=1} e:
{\displaystyle \lim _{k\to \infty }\left\|T\psi _{k}-\lambda \psi _{k}\right\|=0}
mentre {\displaystyle \lambda } è nello spettro essenziale se la successione {\displaystyle \{\psi _{k}\}} non contiene nessuna sottosuccessione convergente (questo si verifica, ad esempio, se {\displaystyle \{\psi _{k}\}} è ortonormale e tale successione viene detta successione singolare.
Il complementare dello spettro essenziale di {\displaystyle T} è lo spettro discreto {\displaystyle \sigma _{\mathrm {discr} }(T)}:
{\displaystyle \sigma _{\mathrm {discr} }(T)=\sigma (T)\setminus \sigma _{\mathrm {ess} }(T)}
e {\displaystyle \lambda \in \sigma _{\mathrm {discr} }(T)} se è un autovalore isolato con molteplicità finita, ovvero la dimensione di:
{\displaystyle \{\psi \in X:T\psi =\lambda \psi \}}
è finita e non nulla. Inoltre, esiste un {\displaystyle \epsilon >0} tale che se e solo se {\displaystyle \mu \in \sigma (T)} e {\displaystyle |\mu -\lambda |<\epsilon } allora {\displaystyle \mu =\lambda }.